# パブロ・セサール・カノ
パブロ・セサル・カノ（Pablo César Cano García、1989年10月4日 - ）は、メキシコのプロボクサー。トラルネパントラ・デ・バス出身。元WBA世界スーパーライト級暫定王者。かつてのトレーナーはルディ・ペレス。

## 来歴
2006年3月17日、プロデビューし、初回KO勝ち。
2010年2月20日、21戦目にしてタイトル初挑戦、オスカー・レオン（コロンビア）とメキシコシティのアウディトリオ・プラサ・コンデサでNABF北米スーパーライト級王座決定戦を行い、2-1（96-94、96-95、94-96）の僅差での判定勝ちで王座獲得に成功した。
2011年6月25日、パブロ・ルーゴ（メキシコ）とカンペチェ州シウダ・デル・カルメンでNABAメキシコスーパーライト級王座決定戦を行い、7回2分6秒TKO勝ちを収め、王座獲得に成功した。
2011年9月12日、エリック・モラレスvsルーカス・マティセーでWBC世界スーパーライト級王座決定戦を行う予定だったが、マティセーが病気を理由に欠場となりカノがピンチヒッターとして白羽の矢が立ち、代役として空位の王座決定戦に出場する事となった。
2011年9月17日、世界初挑戦と同時にアメリカのリングに初登場。アメリカ合衆国ネバダ州ラスベガスMGMグランド・ガーデン・アリーナでエリック・モラレス（メキシコ）とWBC世界スーパーライト級王座決定戦を行い、壮絶な打ち合いになるも、10回終了時にカノが棄権したため王座獲得に失敗し初黒星となった。
2012年2月18日、メキシコ・キンタナ・ロー州カンクンのグランドオアシスリゾートにて元WBCカリブ・スーパーライト級王者のフランシスコ・コントラレス（ドミニカ共和国）と試合を行い、5回にダウンを奪い、6回TKO勝ち。
2012年7月21日、WBA世界スーパーライト級暫定王者のヨハン・ペレス（ベネズエラ）とカンクンのオアシス・ホテル・コンプレックスで対戦し、2-0（67-67、68-65、68-65）の7回終了時負傷判定勝ちを収め、王座獲得に成功した。 
2012年10月20日、ニューヨーク・ブルックリンのバークレイズ・センターでWBA世界ウェルター級王者ポール・マリナッジ（アメリカ）と対戦。前日の計量でカノが1.4ポンド超過し、再計量でも落とす事が出来なかったため体重超過となり、カノが勝ってもタイトルの移動はなくマリナッジが勝った場合は防衛と言う変則試合となった。試合は2回に偶然のバッティングによりカットしたカノだったが粘り強く戦い続け11回にはマリナッジからダウンを奪ったが判定は1-2（118-109、113-114×2）の僅差判定で惜しくも敗れ、2階級制覇に失敗したが場内からは大きなブーイングが聞こえる結果となりカノの勝利を支持する声が大きかった。
2012年11月、WBA世界スーパーライト級暫定王座を剥奪された。
2013年5月18日、地元・カンクンで元3階級制覇王者のシェーン・モズリー（アメリカ）とWBCインターナショナル・ウェルター級王座決定戦を行い、0-3（113-115×3）の判定負けを喫し僅差の戦いを物に出来ず2連敗となった。
2019年1月18日、 フールー・シアターでホルヘ・リナレスとWBC世界スーパーライト級挑戦者決定戦を行い、1回2分48秒TKO勝ちを収め王者ホセ・カルロス・ラミレスへの指名挑戦権を獲得した。
2021年9月14日、ダニエリト・ゾリラと対戦し、2回35秒KO負け。

## 獲得タイトル
- NABF北米スーパーライト級王座
- NABAメキシコスーパーライト級王座
- WBA世界スーパーライト級暫定王座（防衛0=剥奪）